# 1960 v športu
1960 v športu. 
Olimpijsko leto. Poletne OI so se odvile v Rimu, Italija, zimske OI pa v  Squaw Valleyju, Kalifornija, ZDA. 

## Avto - moto šport
- Formula 1: Jack Brabham, Avstralija, Cooper-Climax, je slavil s petimi zmagama in 45 točkami, konstruktorski naslov je šel prav tako v roke moštva Cooper-Climax z osvojenimi 48 točkami
- 500 milj Indianapolisa: slavil je Jim Rathmann, ZDA, z bolidom Watson/Offenhauser, za moštvo Ken-Paul[1]

## Kolesarstvo
- Tour de France 1960:  Gastone Nencini, Italija
- Giro d'Italia: Jacques Anquetil, Francija

## Košarka
- Pokal evropskih prvakov: ASK Riga
- NBA: Boston Celtics slavijo s 4 proti 3 v zmagah nad St. Louis Hawks[2]
- Olimpijske igre, moški - ZDA so osvojile zlato pred srebrno Sovjetsko Zvezo, bron je osvojila Brazilija[3]

## Nogomet
- Pokal državnih prvakov: Real Madrid je slavil s 7-3 proti Eintrachtu[4]
- Evropsko prvenstvo v nogometu - Francija 1960: v finalu je slavila Sovjetska zveza proti Jugoslaviji z rezultatom 2-1, tretja je bila Češkoslovaška[5]

## Smučanje
- Alpsko smučanje: 
  - Alpsko smučanje na Zimskih olimpijskih igrah - Squaw Valley 1960: 
    - Moški:
    - Slalom: Ernst Hinterseer, Avstrija
    - Veleslalom: Roger Staub, Švica
    - Smuk: Jean Vuarnet, Francija
    - Ženske:
    - Slalom: Anne Heggtveit, Kanada
    - Veleslalom: Yvonne Rüegg, Švica
    - Smuk: Heidi Biebl, Zahodna Nemčija

- Nordijsko smučanje: 
  - Smučarski skoki na Zimskih olimpijskih igrah - Squaw Valley 1960: 
    - zlato je osvojil Helmut Recknagel, Zahodna Nemčija, srebro Niilo Halonen, Finska, bron pa Otto Leodolter, Avstrija

## Tenis
- Moški: 
  - Odprto prvenstvo Avstralije: Rod Laver, Avstralija[6]
  - Odprto prvenstvo Anglije - Wimbledon: Neale Fraser, Avstralija[7]
- Ženske: 
  - Odprto prvenstvo Avstralije: Margaret Court, Avstralija[8]
  - Odprto prvenstvo Anglije - Wimbledon: Maria Bueno, Brazilija[9]
- Davisov pokal: Avstralija slavi s 4-1 nad Italijo[10]

## Hokej na ledu
- NHL - Stanleyjev pokal: Montreal Canadiens slavijo s 4 proti 0 v zmagah nad Toronto Maple Leafs
- Olimpijske igre: 1. ZDA, 2. Kanada, 3. Sovjetska zveza

## Rojstva
- 3. januar: Matjaž Tovornik, slovenski košarkar
- 12. januar: Mats Olsson, švedski rokometaš
- 12. januar: Tommy Samuelsson, švedski hokejist
- 29. januar: Annemarie Bischofberger, švicarska alpska smučarka
- 9. februar: Neil Sheehy, kanadski hokejist
- 7. februar: Gabriel Calderón, argentinski nogometaš in trener
- 7. marec: Ivan Lendl, češko-ameriški teniški igralec
- 21. marec: Ayrton Senna, brazilski dirkač formule 1 († 1994)
- 21. marec: Ole Gunnar Fidjestøl, norveški smučarski skakalec
- 28. marec: Heidi Wiesler, nemška alpska smučarka
- 30. marec: Laurie Jean Graham-Flynn, kanadska alpska smučarka
- 1. april: Reijo Ruotsalainen, finski hokejist
- 2. april: Linford Christie, angleški atlet
- 11. april: Marko Elsner, slovenski nogometaš in trener
- 13. april: Rudi Völler, nemški nogometaš in trener
- 4. maj: Thomas Rundqvist, švedski hokejist
- 10. maj: Merlene Ottey, jamajško-slovenska atletinja
- 11. maj: Anja Zavadlav, slovenska alpska smučarka
- 18. maj: Yannick Noah, francoski tenisač
- 18. maj: Jari Kurri, finski hokejist
- 1. junij: Vladimir Krutov, ruski hokejist ( † 2012)
- 8. junij: Thomas Steen, švedski hokejist
- 18. junij: Marie-Cécile Gros-Gaudenier, francoska alpska smučarka
- 28. junij: Lars Karlsson, švedski hokejist
- 29. junij: Tomaž Cerkovnik, slovenski alpski smučar in trener
- 1. julij: Marie-Luce Waldmeier, francoska alpska smučarka
- 3. julij: Perrine Pelen, francoska alpska smučarka
- 4. julij: Caroline Attia, francoska alpska smučarka
- 24. julij: Vjačeslav Bikov, ruski hokejist
- 8. september: Aguri Suzuki, japonski dirkač Formule 1
- 17. september: Dušan Hauptman, slovenski košarkar
- 17. september: Damon Hill, britanski dirkač Formule 1
- 29. september: Hubert Neuper, avstrijski smučarski skakalec
- 2. oktober: Glenn Anderson, kanadski hokejist
- 19. oktober: Nuša Tome, slovenska alpska smučarka († 2015)
- 23. oktober: Wayne Rainey, ameriški motociklistični dirkač
- 24. oktober: Joachim Winkelhock, nemški dirkač
- 30. oktober: Diego Armando Maradona, argentinski nogometaš in trener († 2020)
- 1. november: Marijan Pušnik, slovenski nogometni trener
- 25. november: Anders Carlsson, švedski hokejist
- 30. november: Gary Lineker, angleški nogometaš
- 3. december: Igor Larionov, ruski hokejist
- 7. december: Élisabeth Chaud, francoska alpska smučarka
- 9. december: Matjaž Sekelj, slovenski hokejist
- 28. december: Ray Bourque, kanadski hokejist
- 29. december: Pekka Tuomisto, finski hokejist

## Smrti
- 13. februar: Roelof Klein, nizozemski veslač (* 1877)
- 23. februar: Arthur Legat, belgijski dirkač Formule 1 (* 1898)
- 13. marec: Louis Wagner, francoski dirkač (* 1882)
- 24. marec: Thomas Hooper, kanadski hokejist (* 1883)
- 13. maj: Harry Schell, ameriški dirkač Formule 1 (* 1921)
- 1. junij: Lester "The Silver Fox" Patrick, kanadski hokejist in trener (* 1883)
- 18. junij: Al Herman, ameriški dirkač (* 1927)
- 19. junij: James Bryan, ameriški dirkač (* 1926)
- 27. junij: Charlotte »Lottie« Dod, angleška vsestranska športnica (* 1871)
- 29. junij: Frank Patrick, kanadski hokejist in trener (* 1885)
- 15. september: Héctor Castro, urugvajski nogometaš in trener (* 1904)
- 26. november: Helen Rebecca Hellwig Pouch, ameriška tenisačica (* 1874)